# Instituto Histórico e Geográfico de Goiás
O Instituto Histórico e Geográfico de Goiás (IHGG) é uma instituição científica e cultural localizada em Goiânia. Fundada em 7 de outubro de 1932 na então capital do estado, a cidade de Goiás, durante o governo de Pedro Ludovico Teixeira, a reunião que marcou o início de sua atividade contou com inúmeros intelectuais da região: José Honorato da Silva e Sousa, Agnelo Arlington Fleury Curado, Colemar Natal e Silva, Dário Délio Cardoso, Alfredo de Faria Castro, Augusto da Paixão Fleury Curado e Luiz Ramos de Oliveira Couto.
O acervo do IHGG é composto por documentos históricos, livros raros, periódicos, medalhas, fotografias, fitas de vídeo e obras de arte que contam a história de Goiás. Há, no Instituto, a primeira Constituição do Estado, datada de 1891, e uma carta da Princesa Isabel a seu pai, D. Pedro II.